# 15 de agosto nos Jogos Olímpicos de Verão de 2016
15 de agosto de 2016 nos Jogos Olímpicos de Verão de 2016 será o décimo terceiro dia de competições.

## Esportes
| - Atletismo - Badminton - Basquetebol - Boxe - Canoagem - Ciclismo - Ginástica | - Halterofilismo - Handebol - Hipismo - Hóquei sobre a grama - Lutas - Nado sincronizado - Natação | - Polo aquático - Saltos ornamentais - Tênis de mesa - Vela - Voleibol - Voleibol de praia |

## Campeões do dia
| Evento                                           | Ouro                                    | Prata                               | Bronze                                                               |
| ------------------------------------------------ | --------------------------------------- | ----------------------------------- | -------------------------------------------------------------------- |
| Maratona Aquática detalhes                       | Sharon van Rouwendaal NED Países Baixos | Rachele Bruni ITA Itália            | Poliana Okimoto BRA Brasil                                           |
| Hipismo - Adestramento Individual detalhes       | Charlotte Dujardin GBR Grã-Bretanha     | Isabell Werth GER Alemanha          | Kristina Broring-Sprehe GER Alemanha                                 |
| Atletismo - Lançamento do Martelo detalhes       | Anita Wlodarczyk POL Polônia            | Zhang Wenxiu CHN China              | Sophie Hitchon GBR Grã-Bretanha                                      |
| Atletismo - 3.000 metros com obstáculos detalhes | Ruth Jebet BRN Bahrein                  | Hyvin Kiyeng Jepkemoi KEN Quênia    | Emma Coburn USA Estados Unidos                                       |
| Boxe - Até 69 kg detalhes                        | Daniyar Yeleussinov KAZ Cazaquistão     | Shakhram Giyasov UZB Uzbequistão    | Mohammed Rabii MAR Marrocos Souleymane Diop Cissokho FRA França      |
| Ginástica Artística - Argolas detalhes           | Eleftherios Petrounias GRE Grécia       | Arthur Zanetti BRA Brasil           | Denis Abliazin RUS Rússia                                            |
| Ginástica Artística - Salto detalhes             | Ri Se-Gwang PRK Coreia do Norte         | Denis Abliazin RUS Rússia           | Kenzo Shirai JPN Japão                                               |
| Ginástica Artística - Trave detalhes             | Sanne Wevers NED Países Baixos          | Lauren Hernandez USA Estados Unidos | Simone Biles USA Estados Unidos                                      |
| Luta Olímpica - Greco-romana até 85 kg detalhes  | Davit Chakvetadze RUS Rússia            | Zhan Beleniuk UKR Ucrânia           | Javid Hamzatau BLR Bielorrússia Denis Maksymilian Kudla GER Alemanha |
| Ciclismo de Pista - Omnium detalhes              | Elia Viviani ITA Itália                 | Mark Cavendish GBR Grã-Bretanha     | Lasse Norman Hansen DEN Dinamarca                                    |
| Luta Olímpica - Greco-romana até 130 kg detalhes | Mijain Lopez Nunez CUB Cuba             | Riza Kayaalp TUR Turquia            | Sabah Shariati AZE Azerbaijão Sergey Semenov RUS Rússia              |
| Halterofilismo - Até 105 kg detalhes             | Ruslan Nurudinov UZB Uzbequistão        | Simon Martirosyan ARM Armênia       | Alexandr Zaichikov KAZ Cazaquistão                                   |
| Boxe - Até 91 kg detalhes                        | Evgeny Tishchenko RUS Rússia            | Vassiliy Levit KAZ Cazaquistão      | Rustam Tulaganov UZB Uzbequistão Erislandy Savon CUB Cuba            |
| Atletismo - Salto com vara detalhes              | Thiago Braz BRA Brasil                  | Renaud Lavillenie FRA França        | Sam Kendricks USA Estados Unidos                                     |
| Atletismo - 800 metros detalhes                  | David Lekuta Rudisha KEN Quênia         | Taoufik Makhloufi ALG Argélia       | Clayton Murphy USA Estados Unidos                                    |
| Atletismo - 400 metros detalhes                  | Shaunae Miller BAH Bahamas              | Allyson Felix USA Estados Unidos    | Shericka Jackson JAM Jamaica                                         |